# Sisyra aquatica
Sisyra aquatica is een insect uit de familie sponsvliegen (Sisyridae), die tot de orde netvleugeligen (Neuroptera) behoort. 
Sisyra aquatica is voor het eerst wetenschappelijk beschreven door Smithers in 1957.